# Ben & Maria – Liebe auf den zweiten Blick
Ben & Maria – Liebe auf den zweiten Blick ist ein deutscher Fernsehfilm von Uwe Janson aus dem Jahr 2000 mit Matthias Koeberlin und Stefanie Stappenbeck in den Titelrollen. Er wurde am 28. März 2000 auf Sat.1 erstmals ausgestrahlt.

## Handlung
Der junge 28-jährige Manager Ben Raabe, der in das väterliche Unternehmen eingestiegen ist, genießt ein Luxusleben. Er fährt einen Ferrari und trägt eine teure Rolexuhr. Seine Hochzeit mit Carla steht kurz bevor. Sein Vater und er haben verschiedene Ansichten, das Unternehmen zu führen, weshalb der ein oder andere Konflikt entfacht. Als Ben einen Deal mit einem Konkurrenten eingeht, wirft ihm sein Vater Illoyalität vor. Vor Wut zieht Ben die Reißleine und verlässt kurzerhand das familiäre Unternehmen. Doch damit nicht genug, auch Carla, seine Frau in spe und seine Freunde wenden sich von ihm ab, ebenso wurden seine Kreditkarten gesperrt. Einen positiven Wendepunkt in seinem Leben stellt die junge und schlagfertige Tischlerin Maria dar.

## Hintergrund
Ben & Maria – Liebe auf den zweiten Blick wurde 1999 unter dem Arbeitstitel Ben und Maria / Whiskey Sour gedreht. Produziert wurde der Film für Sat.1 von der Blue Screen Film- und Fernsehproduktions GmbH.

## Kritik
Die Kritiker der Fernsehzeitschrift TV Spielfilm äußerten sich positiv, indem sie das Fazit zogen: „So soll Liebe sein: rasant & romantisch“.  Weiter hieß es: „Regisseur Uwe Janson („Die Geiseln von Costa Rica“) erzählt eine flotte Geschichte mit spritzigen Dialogen und Top-Darstellern. Neben Stappenbeck als niedliche Tischlerin überzeugt Newcomer Koeberlin, der die Läuterung vom Ehrgeizling zum Menschenfreund bravourös rüberbringt.“ Der Film erhielt je zwei von drei möglichen Punkten in den Kategorien „Humor“, „Action“ und „Spannung“; in der Kategorie „Erotik“ gab es einen Punkt. Insgesamt bekam der Film die bestmögliche Wertung, den Daumen nach oben.